# توموهيكو إيكيوتشي
توموهيكو إيكيوتشي (باليابانية: 池内 友彦) (مواليد 1 نوفمبر 1977)، هو لاعب كرة قدم ياباني سابق كان يلعب كمدافع.

## وصلات خارجية
- توموهيكو إيكيوتشي على موقع رابطة كرة القدم اليابانية للمحترفين (اليابانية)
- توموهيكو إيكيوتشي على موقع قاعدة بيانات كرة القدم.إي يو (الإنجليزية)
- توموهيكو إيكيوتشي على موقع Soccerway.com (الإنجليزية)
- توموهيكو إيكيوتشي على موقع عالم كرة القدم.نت (الإنجليزية)